# Moulin à vent de Billion
Le moulin à vent de Billion  est situé  au lieu-dit «Billion», à  Ambon dans le Morbihan.

## Historique
Le moulin à vent de Billion fait l’objet d’une inscription au titre des monuments historiques depuis le 28 décembre 1979.

## Architecture
Ce moulin de type tour, a été construit en 1746 (date sur une charpente), et modernisé en 1902. 
Il est équipé d'ailes Berton modulables.